# Oh! (スコ・ロ・ホ・フォのアルバム)
『oh!』は、ジョン・スコフィールド、ジョー・ロヴァーノ、デイヴ・ホランド、アル・フォスターによるスーパーグループ「スコ・ロ・ホ・フォ」が2002年に録音・発表したスタジオ・アルバム。日本で先行発売された。

## 背景
ロヴァーノは1989年から1993年にかけてスコフィールドのグループに所属しており、彼らはいずれも過去にホランドやフォスターと共演しているが、4人全員の共演は、この「スコ・ロ・ホ・フォ」が初めてである。この4人は、まず1999年にモントリオール国際ジャズフェスティバルに出演し、同年ヨーロッパで様々なジャズフェスティバルを回り、2002年にも3年ぶりにヨーロッパ・ツアーを行って、その直後に本作が録音された。

## 反響・評価
アメリカの『ビルボード』では、ジャズ・アルバム・チャートで最高11位、トラディショナル・ジャズ・アルバム・チャートで6位を記録した。Matt Collarはオールミュージックにおいて5点満点中4点を付け「『oh!』における美学は、印象派を思わせ、抑制的で、ソフトで、ファンキーで、プログレッシヴだが、よく聴けばブルースが通底しており、極めてマイルス・デイヴィス的である」と評している。また、John Fordhamは『ガーディアン』紙のレビューで5点満点中3点を付け「基本的な雰囲気はストレート・アヘッド・ジャズだが、気まぐれな瞬間もある」「大胆で生々しく、ジャム・セッション的な雰囲気に仕上がった」と評している。

## 収録曲
1. OH! - "Oh!" (Joe Lovano) - 6:23
2. ライト・アバウト・ナウ - "Right About Now" (John Scofield) - 7:31
3. ザ・ワインディング・ウェイ - "The Winding Way" (Dave Holland) - 10:38
4. ビタースウィート - "Bittersweet" (Al Foster) - 5:29
5. ショーター・フォーム - "Shorter Form" (J. Scofield) - 5:52
6. ニュー・アムステルダム - "New Amsterdam" (J. Lovano) - 12:22
7. イン・ユア・アームス - "In Your Arms" (D. Holland) - 5:49
8. ザ・ドーン・オブ・タイム - "The Dawn of Time" (J. Lovano) - 5:26
9. ブランディン - "Brandyn" (A. Foster) - 4:34
10. フェイセス - "Faces" (D. Holland) - 6:49
11. OH アイ・シー - "Oh I See" (J. Scofield) - 5:54

## 参加ミュージシャン
- ジョン・スコフィールド - ギター
- ジョー・ロヴァーノ - テナー・サクソフォーン、ソプラノ・サクソフォーン
- デイヴ・ホランド - ダブル・ベース
- アル・フォスター - ドラムス